# Frase (musica)
Nella teoria musicale, una frase è un raggruppamento di motivi o nuclei melodici di senso musicale compiuto (analogamente a quello che sintatticamente è una frase all'interno di un discorso).
La sua conclusione è generalmente sancita da una cadenza.
Nella comune pratica musicale moderna le frasi hanno una durata tipica di otto misure, ma a seconda del periodo storico possono essere anche di quattro misure.
Più frasi compongono un periodo musicale, che terminerà con una cadenza.